# Brocadia anammoxidans
Espèce
Candidatus Brocadia anammoxidans est une bactérie de l'embranchement (phylum) des Planctomycetes. C'est le premier microorganisme identifié capable de réaliser un processus d'anammox, c'est-à-dire l'oxydation anaérobie de l'ammoniac NH3 par les nitrites NO2– avec dégagement d'azote N2 via la réaction chimique globale :
NH4+ + NO2– → N2 + 2 H2O.
L'enzyme clé de ce processus, l'hydrazine oxydoréductase, est localisée dans une structure intracellulaire appelée anammoxosome, dont la membrane contient des acides gras de type ladderane tels que l'acide pentacycloanammoxique, sans doute afin de limiter la diffusion hors de l'annamoxosome des intermédiaires hydrazine N2H4 et hydroxylamine NH2OH formés au cours de la réaction d'anammox.
Cette réaction a été découverte dans les années 1980 dans une station d'épuration des eaux usées à Delft, aux Pays-Bas. Elle est de ce fait utilisée pour l'élimination de l'azote dans le traitement des eaux usées de façon plus simple et plus rentable économiquement que la dénitrification bactérienne, cette dernière utilisant de l'oxygène qui doit être apporté par du méthanol CH3OH, ce qui consomme de l'énergie. 